# 3e étape du Tour de France 2012
Pour un article plus général, voir Tour de France 2012.
La 3e étape du Tour de France 2012 s'est déroulée le mardi 3 juillet 2012. Elle est partie d'Orchies et est arrivée à Boulogne-sur-Mer après 197 kilomètres de course. Elle a été remportée par le Slovaque Peter Sagan (Liquigas-Cannondale), déjà vainqueur deux jours plus tôt, et futur lauréat du classement par points de ce Tour. Il devance Edvald Boasson Hagen (Sky) et Peter Velits (Lotto-Belisol). Fabian Cancellara (RadioShack-Nissan) garde le maillot jaune.

## Parcours
Le départ de cette étape est à Orchies, dans le département du Nord. Bien que cette ville marque le début des secteurs pavés de la classique Paris-Roubaix, aucune route pavée n'est empruntée. La course passe au sud-ouest de Lille, en direction du Pas-de-Calais, puis se dirige vers l'ouest. La ville d'Isbergues, où le Grand Prix d'Isbergues est disputé en septembre, est traversée (km 78). Le sprint intermédiaire du jour se trouve au kilomètre 119, à Senlecques. Six côtes comptant pour le classement de la montagne se succèdent dans les 65 derniers kilomètres, dans les monts du Boulonnais. La première est la côte de l'Éperche (km 132), en quatrième catégorie. Onze kilomètres plus loin, la côte de Mont Violette est en troisième catégorie. La course prend ensuite la direction du nord pour arriver à Boulogne-sur-Mer, avec quatre côtes dans les seize derniers kilomètres : la côte de Herquelingue (km 181), la côte de Quéhen (km 185), toutes deux en quatrième catégorie, la côte du mont Lambert (km 190,5), en troisième catégorie, et, à Boulogne, la côte finale (rue Porte Gayole) longue de 700 mètres et présentant une pente de 7,4 %. Ce final est le même que celui des championnats de France sur route de 2011. Cette étape semble promise aux puncheurs, notamment grâce à sa côte finale. Pour le directeur de course Jean-François Pescheux, « il n'est pas possible que le peloton arrive groupé à Boulogne »,.

## Déroulement de la course

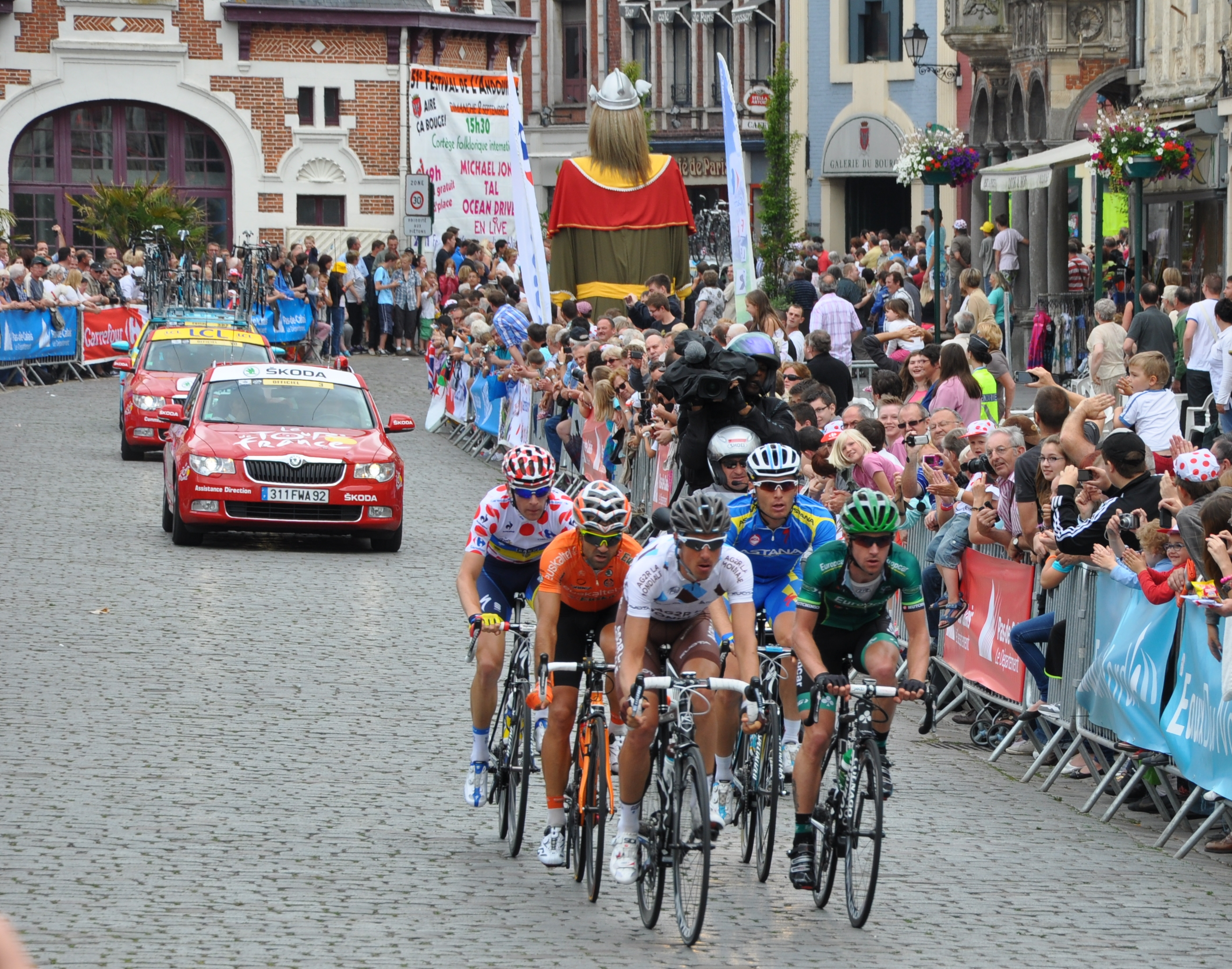
L'échappée possède plus de 4 minutes d'avance à Aire-sur-la-Lys. De gauche à droite: Michael Mørkøv, Rubén Pérez, Sébastien Minard, Andriy Grivko et Giovanni Bernaudeau.

Dès le kilomètre 5, Rubén Pérez (Euskaltel-Euskadi) s'échappe. Il est suivi de Giovanni Bernaudeau (Europcar), Sébastien Minard (AG2R La Mondiale), Andriy Grivko (Astana) et Michael Mørkøv (Saxo Bank-Tinkoff Bank), le maillot à pois déjà échappé les deux jours précédents. Le peloton maintient un écart aux alentours de 4 min 30 s avec les cinq hommes. Des chutes provoquent les deux premiers abandons de ce Tour : Kanstantsin Siutsou (Sky), équipier de Bradley Wiggins, et le sprinteur José Joaquín Rojas (Movistar). Une première attaque de Grivko à 37 km de l'arrivée provoque le décrochage de Bernaudeau. Après sa deuxième attaque dans la côte de Herquelingue, seul Mørkøv parvient à le suivre. Dans le mont Lambert, Grivko part seul mais il est rattrapé par le retour du peloton à 8 km de l'arrivée.
À 5 km du but, Sylvain Chavanel (Omega Pharma-Quick Step) part seul, il obtient une avance maximale de 12 secondes avant d'être repris à 450 m de la ligne dans la côte finale à 7,4 % longue de 700 m. Peter Sagan (Liquigas-Cannondale) sort du groupe de tête et s'impose avec plusieurs longueurs d'avance devant Edvald Boasson Hagen (Sky) et Peter Velits (Omega Pharma-Quick Step),. C'est sa deuxième victoire d'étape dans ce Tour. Fabian Cancellara (RadioShack-Nissan), quatrième de l'étape, conserve la tête du classement général.

## Résultats

### Classement de l'étape
| Classement de la 3e étape | Classement de la 3e étape | Classement de la 3e étape | Classement de la 3e étape | Classement de la 3e étape |
|                           | Coureur                   | Pays                      | Équipe                    | Temps                     |
| ------------------------- | ------------------------- | ------------------------- | ------------------------- | ------------------------- |
| 1er                       | Peter Sagan               | Slovaquie                 | Liquigas-Cannondale       | en 4 h 42 min 58 s        |
| 2e                        | Edvald Boasson Hagen      | Norvège                   | Sky                       | + 1 s                     |
| 3e                        | Peter Velits              | Slovaquie                 | Omega Pharma-Quick Step   | + 1 s                     |
| 4e                        | Fabian Cancellara         | Suisse                    | RadioShack-Nissan         | + 1 s                     |
| 5e                        | Michael Albasini          | Suisse                    | Orica-GreenEDGE           | + 1 s                     |
| 6e                        | Cadel Evans               | Australie                 | BMC Racing                | + 1 s                     |
| 7e                        | Nicolas Roche             | Irlande                   | AG2R La Mondiale          | + 1 s                     |
| 8e                        | Samuel Sánchez            | Espagne                   | Euskaltel-Euskadi         | + 1 s                     |
| 9e                        | Bauke Mollema             | Pays-Bas                  | Rabobank                  | + 1 s                     |
| 10e                       | Vincenzo Nibali           | Italie                    | Liquigas-Cannondale       | + 1 s                     |
| modifier                  |                           |                           |                           |                           |

### Points attribués
| Sprint intermédiaire de Senlecques (km 119) | Sprint intermédiaire de Senlecques (km 119) | Sprint intermédiaire de Senlecques (km 119) | Sprint intermédiaire de Senlecques (km 119) | Sprint intermédiaire de Senlecques (km 119) |
| ------------------------------------------- | ------------------------------------------- | ------------------------------------------- | ------------------------------------------- | ------------------------------------------- |
|                                             | Coureur                                     | Pays                                        | Équipe                                      | Point(s)                                    |
| 1er                                         | Sébastien Minard                            | France                                      | AG2R La Mondiale                            | 20                                          |
| 2e                                          | Giovanni Bernaudeau                         | France                                      | Europcar                                    | 17                                          |
| 3e                                          | Michael Mørkøv                              | Danemark                                    | Saxo Bank-Tinkoff Bank                      | 15                                          |
| 4e                                          | Rubén Pérez                                 | Espagne                                     | Euskaltel-Euskadi                           | 13                                          |
| 5e                                          | Andriy Grivko                               | Ukraine                                     | Astana                                      | 11                                          |
| 6e                                          | Mark Cavendish                              | Royaume-Uni                                 | Sky                                         | 10                                          |
| 7e                                          | Kenny van Hummel                            | Pays-Bas                                    | Vacansoleil-DCM                             | 9                                           |
| 8e                                          | Peter Sagan                                 | Slovaquie                                   | Liquigas-Cannondale                         | 8                                           |
| 9e                                          | Brett Lancaster                             | Australie                                   | Orica-GreenEDGE                             | 7                                           |
| 10e                                         | Yauheni Hutarovich                          | Biélorussie                                 | FDJ-BigMat                                  | 6                                           |
| 11e                                         | Mark Renshaw                                | Australie                                   | Rabobank                                    | 5                                           |
| 12e                                         | Alessandro Petacchi                         | Italie                                      | Lampre-ISD                                  | 4                                           |
| 13e                                         | Matthew Goss                                | Australie                                   | Orica-GreenEDGE                             | 3                                           |
| 14e                                         | Kris Boeckmans                              | Belgique                                    | Vacansoleil-DCM                             | 2                                           |
| 15e                                         | Baden Cooke                                 | Australie                                   | Orica-GreenEDGE                             | 1                                           |
| modifier                                    |                                             |                                             |                                             |                                             |

| Classement de l'étape | Classement de l'étape | Classement de l'étape | Classement de l'étape   | Classement de l'étape |
| --------------------- | --------------------- | --------------------- | ----------------------- | --------------------- |
|                       | Coureur               | Pays                  | Équipe                  | Point(s)              |
| 1er                   | Peter Sagan           | Slovaquie             | Liquigas-Cannondale     | 30                    |
| 2e                    | Edvald Boasson Hagen  | Norvège               | Sky                     | 25                    |
| 3e                    | Peter Velits          | Slovaquie             | Omega Pharma-Quick Step | 22                    |
| 4e                    | Fabian Cancellara     | Suisse                | RadioShack-Nissan       | 19                    |
| 5e                    | Michael Albasini      | Suisse                | Orica-GreenEDGE         | 17                    |
| 6e                    | Cadel Evans           | Australie             | BMC Racing              | 15                    |
| 7e                    | Nicolas Roche         | Irlande               | AG2R La Mondiale        | 13                    |
| 8e                    | Samuel Sánchez        | Espagne               | Euskaltel-Euskadi       | 11                    |
| 9e                    | Bauke Mollema         | Pays-Bas              | Rabobank                | 9                     |
| 10e                   | Vincenzo Nibali       | Italie                | Liquigas-Cannondale     | 7                     |
| 11e                   | Wout Poels            | Pays-Bas              | Vacansoleil-DCM         | 6                     |
| 12e                   | Ryder Hesjedal        | Canada                | Garmin-Sharp            | 5                     |
| 13e                   | Andreas Klöden        | Allemagne             | RadioShack-Nissan       | 4                     |
| 14e                   | Robert Kišerlovski    | Croatie               | Astana                  | 3                     |
| 15e                   | Jelle Vanendert       | Belgique              | Lotto-Belisol           | 2                     |
| modifier              |                       |                       |                         |                       |

### Cols et côtes
| Côte de l'Éperche (km 132) 4e catégorie | Côte de l'Éperche (km 132) 4e catégorie | Côte de l'Éperche (km 132) 4e catégorie | Côte de l'Éperche (km 132) 4e catégorie | Côte de l'Éperche (km 132) 4e catégorie |
| --------------------------------------- | --------------------------------------- | --------------------------------------- | --------------------------------------- | --------------------------------------- |
|                                         | Coureur                                 | Pays                                    | Équipe                                  | Point(s)                                |
| 1er                                     | Michael Mørkøv                          | Danemark                                | Saxo Bank-Tinkoff Bank                  | 1                                       |
| modifier                                |                                         |                                         |                                         |                                         |

| Côte du Mont Violette (km 163,5) 3e catégorie | Côte du Mont Violette (km 163,5) 3e catégorie | Côte du Mont Violette (km 163,5) 3e catégorie | Côte du Mont Violette (km 163,5) 3e catégorie | Côte du Mont Violette (km 163,5) 3e catégorie |
| --------------------------------------------- | --------------------------------------------- | --------------------------------------------- | --------------------------------------------- | --------------------------------------------- |
|                                               | Coureur                                       | Pays                                          | Équipe                                        | Point(s)                                      |
| 1er                                           | Michael Mørkøv                                | Danemark                                      | Saxo Bank-Tinkoff Bank                        | 2                                             |
| 2e                                            | Sébastien Minard                              | France                                        | AG2R La Mondiale                              | 1                                             |
| modifier                                      |                                               |                                               |                                               |                                               |

| Côte de Herquelingue (km 181) 4e catégorie | Côte de Herquelingue (km 181) 4e catégorie | Côte de Herquelingue (km 181) 4e catégorie | Côte de Herquelingue (km 181) 4e catégorie | Côte de Herquelingue (km 181) 4e catégorie |
| ------------------------------------------ | ------------------------------------------ | ------------------------------------------ | ------------------------------------------ | ------------------------------------------ |
|                                            | Coureur                                    | Pays                                       | Équipe                                     | Point(s)                                   |
| 1er                                        | Michael Mørkøv                             | Danemark                                   | Saxo Bank-Tinkoff Bank                     | 1                                          |
| modifier                                   |                                            |                                            |                                            |                                            |

| Côte de Quéhen (km 185) 4e catégorie | Côte de Quéhen (km 185) 4e catégorie | Côte de Quéhen (km 185) 4e catégorie | Côte de Quéhen (km 185) 4e catégorie | Côte de Quéhen (km 185) 4e catégorie |
| ------------------------------------ | ------------------------------------ | ------------------------------------ | ------------------------------------ | ------------------------------------ |
|                                      | Coureur                              | Pays                                 | Équipe                               | Point(s)                             |
| 1er                                  | Michael Mørkøv                       | Danemark                             | Saxo Bank-Tinkoff Bank               | 1                                    |
| modifier                             |                                      |                                      |                                      |                                      |

| Côte du Mont Lambert (km 190,5) 3e catégorie | Côte du Mont Lambert (km 190,5) 3e catégorie | Côte du Mont Lambert (km 190,5) 3e catégorie | Côte du Mont Lambert (km 190,5) 3e catégorie | Côte du Mont Lambert (km 190,5) 3e catégorie |
| -------------------------------------------- | -------------------------------------------- | -------------------------------------------- | -------------------------------------------- | -------------------------------------------- |
|                                              | Coureur                                      | Pays                                         | Équipe                                       | Point(s)                                     |
| 1er                                          | Ivan Basso                                   | Italie                                       | Liquigas-Cannondale                          | 2                                            |
| 2e                                           | Tony Gallopin                                | France                                       | RadioShack-Nissan                            | 1                                            |
| modifier                                     |                                              |                                              |                                              |                                              |

| Boulogne-sur-Mer (km 197) 4e catégorie | Boulogne-sur-Mer (km 197) 4e catégorie | Boulogne-sur-Mer (km 197) 4e catégorie | Boulogne-sur-Mer (km 197) 4e catégorie | Boulogne-sur-Mer (km 197) 4e catégorie |
| -------------------------------------- | -------------------------------------- | -------------------------------------- | -------------------------------------- | -------------------------------------- |
|                                        | Coureur                                | Pays                                   | Équipe                                 | Point(s)                               |
| 1er                                    | Peter Sagan                            | Slovaquie                              | Liquigas-Cannondale                    | 1                                      |
| modifier                               |                                        |                                        |                                        |                                        |

## Classements à l'issue de l'étape

### Classement général
| Classement général | Classement général   | Classement général | Classement général      | Classement général  |
|                    | Coureur              | Pays               | Équipe                  | Temps               |
| ------------------ | -------------------- | ------------------ | ----------------------- | ------------------- |
| 1er                | Fabian Cancellara    | Suisse             | RadioShack-Nissan       | en 14 h 45 min 30 s |
| 2e                 | Bradley Wiggins      | Royaume-Uni        | Sky                     | + 7 s               |
| 3e                 | Sylvain Chavanel     | France             | Omega Pharma-Quick Step | + 7 s               |
| 4e                 | Tejay van Garderen   | États-Unis         | BMC Racing              | + 10 s              |
| 5e                 | Edvald Boasson Hagen | Norvège            | Sky                     | + 11 s              |
| 6e                 | Denis Menchov        | Russie             | Katusha                 | + 13 s              |
| 7e                 | Cadel Evans          | Australie          | BMC Racing              | + 17 s              |
| 8e                 | Vincenzo Nibali      | Italie             | Liquigas-Cannondale     | + 18 s              |
| 9e                 | Ryder Hesjedal       | Canada             | Garmin-Sharp            | + 18 s              |
| 10e                | Andreas Klöden       | Allemagne          | RadioShack-Nissan       | + 19 s              |
| modifier           |                      |                    |                         |                     |

### Classement par points
| Classement par points | Classement par points | Classement par points | Classement par points | Classement par points |
| --------------------- | --------------------- | --------------------- | --------------------- | --------------------- |
|                       | Coureur               | Pays                  | Équipe                | Point(s)              |
| 1er                   | Peter Sagan           | Slovaquie             | Liquigas-Cannondale   | 116 points            |
| 2e                    | Fabian Cancellara     | Suisse                | RadioShack-Nissan     | 74 pts                |
| 3e                    | Mark Cavendish        | Royaume-Uni           | Sky                   | 73 pts                |
| modifier              |                       |                       |                       |                       |

### Classement du meilleur grimpeur
| Classement du meilleur grimpeur | Classement du meilleur grimpeur | Classement du meilleur grimpeur | Classement du meilleur grimpeur | Classement du meilleur grimpeur |
| ------------------------------- | ------------------------------- | ------------------------------- | ------------------------------- | ------------------------------- |
|                                 | Coureur                         | Pays                            | Équipe                          | Point(s)                        |
| 1er                             | Michael Mørkøv                  | Danemark                        | Saxo Bank-Tinkoff Bank          | 9 points                        |
| 2e                              | Ivan Basso                      | Italie                          | Liquigas-Cannondale             | 2 pts                           |
| 3e                              | Peter Sagan                     | Slovaquie                       | Liquigas-Cannondale             | 2 pts                           |
| modifier                        |                                 |                                 |                                 |                                 |

### Classement du meilleur jeune
| Classement général du meilleur jeune | Classement général du meilleur jeune | Classement général du meilleur jeune | Classement général du meilleur jeune | Classement général du meilleur jeune |
|                                      | Coureur                              | Pays                                 | Équipe                               | Temps                                |
| ------------------------------------ | ------------------------------------ | ------------------------------------ | ------------------------------------ | ------------------------------------ |
| 1er                                  | Tejay van Garderen                   | États-Unis                           | BMC Racing                           | en 14 h 45 min 40 s                  |
| 2e                                   | Edvald Boasson Hagen                 | Norvège                              | Sky                                  | + 1 s                                |
| 3e                                   | Rein Taaramäe                        | Estonie                              | Cofidis                              | + 12 s                               |
| modifier                             |                                      |                                      |                                      |                                      |

### Classement par équipes
| Classement par équipes | Classement par équipes | Classement par équipes | Classement par équipes |
|                        | Équipe                 | Pays                   | Temps                  |
| ---------------------- | ---------------------- | ---------------------- | ---------------------- |
| 1re                    | Sky                    | Royaume-Uni            | en 44 h 17 min 4 s     |
| 2e                     | RadioShack-Nissan      | Luxembourg             | + 4 s                  |
| 3e                     | BMC Racing             | États-Unis             | + 6 s                  |
| modifier               |                        |                        |                        |

## Abandons
- Kanstantsin Siutsou (Sky) : abandon à la suite d'une chute au km 140.
- José Joaquín Rojas (Movistar) : abandon à la suite d'une chute au km 168.